# Risto Ristović
Risto Ristović (in serbo Ристо Ристовић?; Valjevo, 5 maggio 1988) è un calciatore serbo, centrocampista del Radnički Valjevo.

## Carriera

### Club
Ha giocato nella massima serie dei campionati serbo, azero, kazako e bosniaco.